# Stefan Theisen
Stefan Theisen (* 1957) ist ein deutscher theoretischer Physiker, der sich mit Stringtheorie befasst.
Theisen studierte Physik an der Universität Stuttgart und an der Oregon State University, an der er 1981 seinen Master-Abschluss erhielt. 1986 wurde er an der University of California, Santa Barbara, promoviert. Danach war er am Max-Planck-Institut für Physik und Astrophysik in München, am CERN, am Karlsruher Institut für Technologie und an der Ludwig-Maximilians-Universität München. Er ist seit 2000 Forschungsgruppenleiter am Max-Planck-Institut für Gravitationsphysik in Potsdam-Golm (Leitung der Arbeitsgruppe Stringtheorie). Außer mit Stringtheorie befasste er sich auch unter anderem mit Supergravitation.
2011 erhielt er den mit einer Gastprofessur an der Universität Heidelberg verbundenen J. Hans D. Jensen Preis.

## Schriften (Auswahl)
- mit Dieter Lüst: Lectures on String Theory, Lecture Notes in Physics, Springer 1989
- mit Ralph Blumenhagen, Dieter Lüst: Basic concepts of string theory, Springer 2013